# Nasarawa United Football Club
El Nasarawa United Football Club es un equipo de fútbol de Nigeria que compite en la Liga Premier de Nigeria, la competición de fútbol más importante del país.

## Historia
Fue fundado en el año 2003 en la ciudad de Lafia luego de que el gobierno de Nasarawa tomara control del equipo Black Stars FC de la ciudad de Gombe, consiguiendo ascender a la Liga Premier de Nigeria en la temporada 2004-05.
En el 2008-09, el equipo pasó por problemas financieros y uno de sus jugadores describió el momento como morirse de hambre y que los aficionados del equipo se pusieron violentos con un equipo rival, les suspendieron el estadio y descendieron a la Liga Nacional de Nigeria.
Alcanzaron una deuda de $300000, que aumentó a $387000 en la temporada 2009-10, perdiendo 16 juegos, pero cancelaron la deuda 5 meses después.

## Palmarés
- Professional Second Division: 1

2004

## Participación en competiciones de la CAF
| Temporada | Torneo                       | Ronda      | Club                   | Casa | Visita | Global      |
| --------- | ---------------------------- | ---------- | ---------------------- | ---- | ------ | ----------- |
| 2007      | Liga de Campeones de la CAF  | Preliminar | ASFA Yennenga          | 2-0  | 1-1    | 3-1         |
| 2007      | Liga de Campeones de la CAF  | 1          | Gambia Ports Authority | 3-0  | 1-2    | 4-2         |
| 2007      | Liga de Campeones de la CAF  | 2          | Al-Hilal Omdurmán      | 3-0  | 0-3    | 3-3 (2-3 p) |
| 2007      | Copa Confederación de la CAF | 3          | Kwara United FC        | 1-1  | 0-1    | 1-2         |
| 2016      | Copa Confederación de la CAF | Preliminar | Génération Foot        | 2-1  | 0-0    | 2-1         |
| 2016      | Copa Confederación de la CAF | 1          | CS Constantine         | 1-0  | 1-4    | 2-4         |

## Ex Entrenadores
- Daniel Amokachi
- Bitrus Bewarang